# 페트라 펠케
페트라 펠케(독일어: Petra Felke, 1959년 7월 30일 ~ )는 전 독일의 육상 선수로, 창던지기를 주로 활약하였다.
튀링겐주 잘레에서 태어나 루트 푸흐스와 함께 모토르 예나 클럽에서 훈련하였다. 푸흐스의 경력이 끝나면서, 펠케가 창던지기에서 지도력을 가지게 되었다. 1978년 동독 국내 선수권 대회에서 3위를 하고, 3년 후 같은 결과를 가져왔다. 1982년과 1983년 2위를 하고, 1984년부터 1989년까지 우승을 차지하였다.
1988년 9월 9일 그녀는 창을 80m보다 더 멀리 던진 첫 여성 선수가 되었다. 엄격히 말하면, 이 세계 기록은 정확히 80m에 재어졌다고 한다.
그녀의 첫 세계 기록은 1985년 6월 4일 슈베린에서 그녀가 75.26m를 던졌을 때였다. 2년 후, 7월 29일 라이프치히에서 78.90m를 던져 두 번째 세계 기록을 세웠다.
서울 올림픽에서 영국의 패티머 휫브레드와 동료 선수 베아타 코흐를 꺾고 금메달을 획득하였다. 그녀의 경력 동안 1.72m(5 피트 8 인치), 64kg이었다.